# Ninh Hiệp (phường)
Ninh Hiệp là phường cũ của thị xã Ninh Hòa, tỉnh Khánh Hòa, Việt Nam.
Hiện nay, phường Ninh Hiệp là nơi đặt các cơ quan tổ chức hành chính nhà nước của thị xã Ninh Hòa.

## Địa lý

### Vị trí địa lý
Phường Ninh Hiệp nằm ở trung tâm thị xã Ninh Hòa, là nơi giao nhau của Quốc lộ 1 và Quốc lộ 26, có vị trí địa lý:
- Phía đông giáp phường Ninh Đa và phường Ninh Giang
- Phía tây giáp xã Ninh Bình
- Phía nam giáp xã Ninh Quang
- Phía bắc giáp xã Ninh Đông.

### Địa hình
Phường Ninh Hiệp có cấu tạo địa chất chủ yếu là đất sét chứa nhiều phù sa do dòng sông Dinh bồi đắp, tạo sự phù hợp thâm canh cây lúa nước và trồng hoa màu. Tuy vậy, phường Ninh Hiệp thuộc vùng đất trũng nên khi mưa lớn dài ngày, nước từ nguồn chảy về mạnh, dễ gây ngập lụt.

### Khí hậu
Đặc trưng của khí hậu phường Ninh Hiệp là nhiệt đới gió mùa, đồng thời cũng có sự ảnh hưởng của Khí hậu Đại Dương nhưng bị dãy núi Hòn Hèo che chắn ở phía Đông nên tương đối oi bức vào mùa khô, ẩm ướt về mùa mưa.

### Giao thông
Về giao thông, địa bàn phường Ninh Hiệp nằm ở ngã ba của Quốc lộ 1 nối dọc Bắc – Nam và Quốc lộ 26 nối miền Trung - Tây Nguyên. Trong nội thị có tuyến đường sắt Bắc Nam đi ngang qua địa phận phường.

## Dân cư
Phường Ninh Hiệp có diện tích 5,88 km², dân số năm 2021 là 23.883 người, mật độ dân số đạt 4.062 người/km².
Phường được chia thành 18 tổ dân phố đánh số từ 1 đến 18.

## Lịch sử
Năm 1653, dưới thời chúa Nguyễn Phúc Tần (hay Chúa Hiền, chữ Hán: 阮福瀕), phường Ninh Hiệp là nơi đóng phủ đường Thái Khang ở bờ Bắc sông Cái (thuộc làng Phước Đa), huyện đường Tân Định đóng ở bờ Nam sông Cái (thuộc làng Mỹ Hiệp, nay thuộc khu vực Trụ sở Ủy ban nhân dân thị xã Ninh Hòa).
Năm 1742, chúa Nguyễn Phúc Khoát thành lập dinh Bình Khang. Các cơ quan chức năng của dinh Bình khang đều đóng ở làng Phước Đa (phía bắc bờ sông Cái) cho đến năm 1803 thời vua Gia Long thì chuyển dinh vào Diên Khánh. Từ đó, một số địa danh mang tên Dinh như: sông Dinh, cầu Dinh, chợ Dinh. Đồng thời, thị trấn Ninh Hòa (phường Ninh Hiệp ngày nay) trở thành nơi tổ chức các hoạt động chính trị, kinh tế, văn hóa xã hội của dinh Bình Khang, phủ Thái Khang và huyện Tân Định trước đây.
Năm 1931, Quốc lộ 21 (nay là Quốc lộ 26) từ huyện lỵ Tân Định lên Buôn Mê Thuột hoàn thành, chính quyền thực dân Pháp sát nhập 3 tổng thuộc huyện Quảng Phước trước đây vào huyện Tân Định và đổi tên thành phủ Ninh Hòa (tức thị xã Ninh Hòa ngày nay), Phủ lỵ Ninh Hòa đóng ở huyện đường Tân Định cũ. Năm 1949, chính quyền thực dân Pháp đổi phủ Ninh Hòa thành quận Ninh Hòa, quận lỵ Ninh Hòa đóng tại thị trấn Ninh Hòa (nay là phường Ninh Hiệp).
Năm 1954, Chính quyền Việt Nam Cộng Hòa thay đổi lại cơ cấu hành chính quận Ninh Hòa: Dưới quận là xã, dưới xã là ấp; Vùng trung tâm quận gọi là quận lỵ Ninh Hòa, khu vực quận lỵ bao gồm các cấp Mỹ Hiệp và Vĩnh Phú của xã Ninh Hiệp và ấp Phước Đa của xã Ninh Đa. Đứng đầu xã có Ủy ban hành chính, gồm một Chủ tịch, một Phó chủ tịch và ba Ủy viên chuyên môn. Sau đổi Chủ tịch xã thành Xã trưởng, tất cả bộ máy làm việc tại xã đều có lương bổng, xã có ngân sách riêng. Bên cạnh Ủy ban hành chính có Hội đồng xã do dân bầu cử. Ủy ban hành chính do hội đồng xã bầu ra. Đứng đầu là ấp là ấp trưởng, các cơ quan quyền lực và hành chính của quận Ninh Hòa đóng trên địa bàn xã Ninh Hiệp.
Sau Cách mạng Tháng tám năm 1945, tên của làng, tổng, phủ vẫn giữ nguyên như cũ. Đầu năm 1946, phủ Ninh Hòa được chia thành 6 khu kháng chiến và khu phố Ninh Hòa thuộc vùng Tây (gồm các xã Hòa Trí, Ninh Phước, Liên An, và khu phố Ninh Hòa. Từ năm 1964, khu phố Ninh Hòa thuộc huyện Nam Ninh Hòa (còn gọi là 301).
Sau Chiến dịch Hồ Chí Minh, Chính phủ nước Cộng hòa xã hội chủ nghĩa Việt Nam ban hành Quyết định số 268 –CP ngày 23 tháng 10 năm 1978, thành lập thị trấn Ninh Hòa thuộc huyện Khánh Ninh, tỉnh Phú Khánh. Địa giới thị trấn Ninh Hòa gồm toàn bộ diện tích xã Ninh Hiệp; các thôn Phước Đa 1, Phước đa 2 và Phước Đa 4 của xã Ninh Đa; thôn Phước Lý của xã Ninh Bình; thôn Thạch Thành của xã Ninh Quang; thôn Thanh Châu của xã Ninh Giang và thôn Quang Đông của xã Ninh Đông.
Ngày 5 tháng 3 năm 1979, huyện Khánh Ninh được chia tách thành hai huyện Ninh Hòa và Vạn Ninh. Thị trấn Ninh Hòa trở thành huyện lỵ huyện Ninh Hòa.
Ngày 30 tháng 6 năm 2009, Bộ Xây dựng ban hành Quyết định 713/QĐ-BXD về việc công nhận thị trấn Ninh Hòa là đô thị loại IV.
Ngày 25 tháng 10 năm 2010, Chính phủ ban hành Nghị quyết 41/NQ-CP về việc chuyển huyện Ninh Hòa thành thị xã Ninh Hòa và thành lập phường Ninh Hiệp trên cơ sở toàn bộ 588 ha diện tích tự nhiên, 21.838 người của thị trấn Ninh Hòa.

## Di tích lịch sử

### Quỳnh Phủ Hội quán (Hội quán Hải Nam)
Quỳnh Phủ Hội quán tọa lạc trên khu đất hình chữ nhật rộng khoảng 10.000m² tại số 170 đường Trần Quý Cáp. Đây là Hội quán có quy mô xây dựng và diện tích lớn nhất của người Hoa tại Khánh Hòa.

Năm 2009 Uỷ ban nhân dân tỉnh Khánh Hòa xếp hạng Quỳnh Phủ Hội quán là di tích lịch sử - văn hóa cấp tỉnh.

Di tích lịch sử Quỳnh Phủ Hội quán
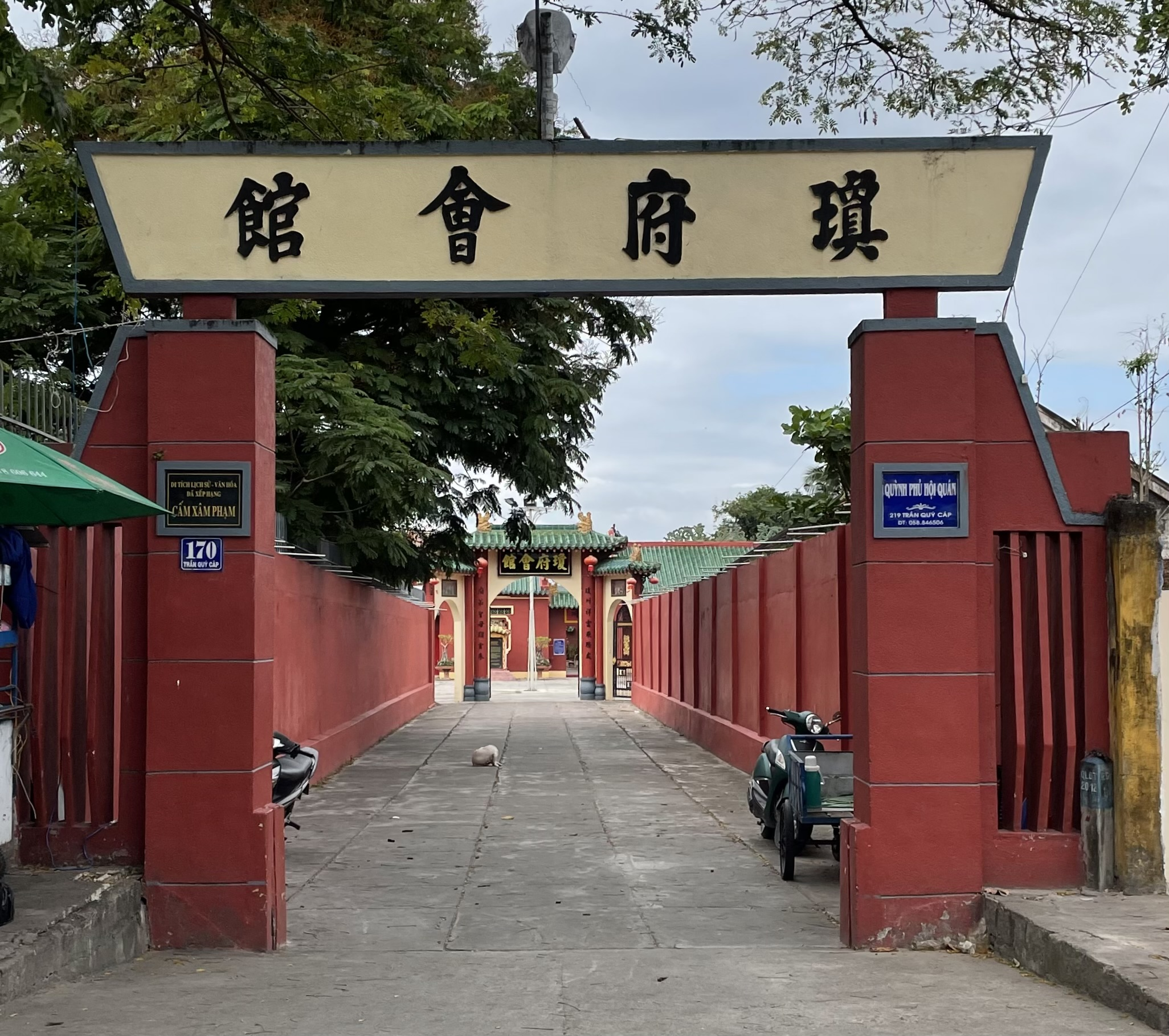
Cổng vào Quỳnh Phủ Hội quán
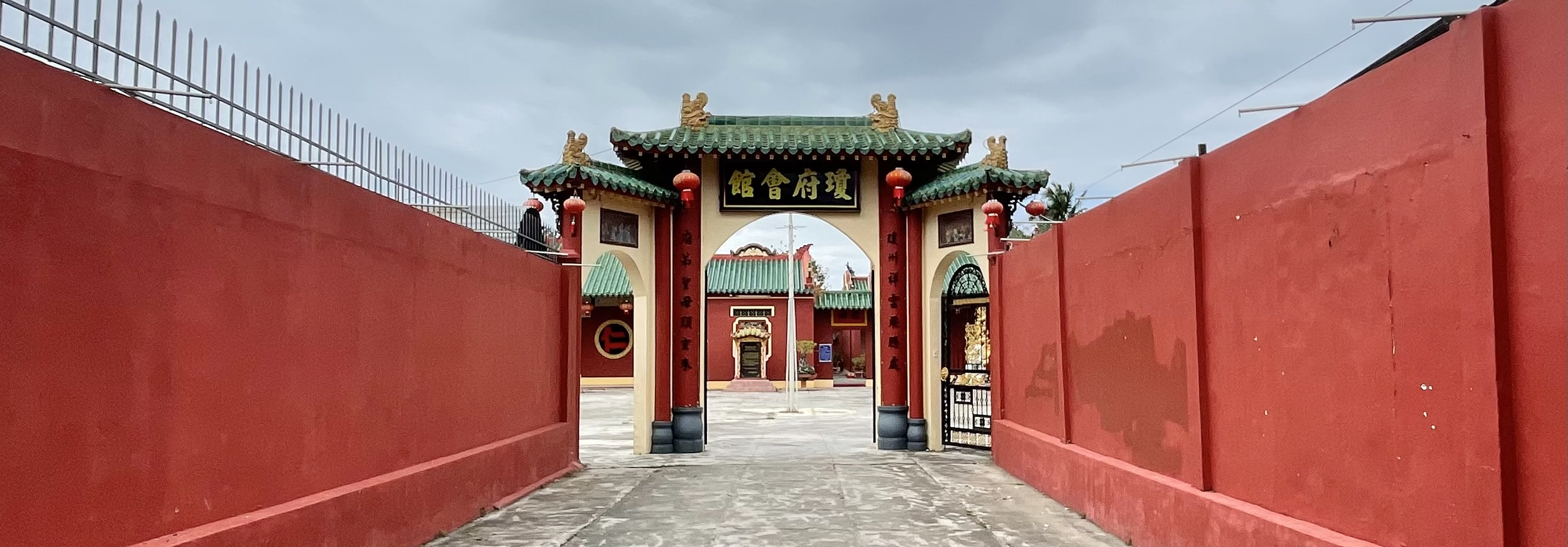
Cổng Tam quan Quỳnh Phủ Hội quán
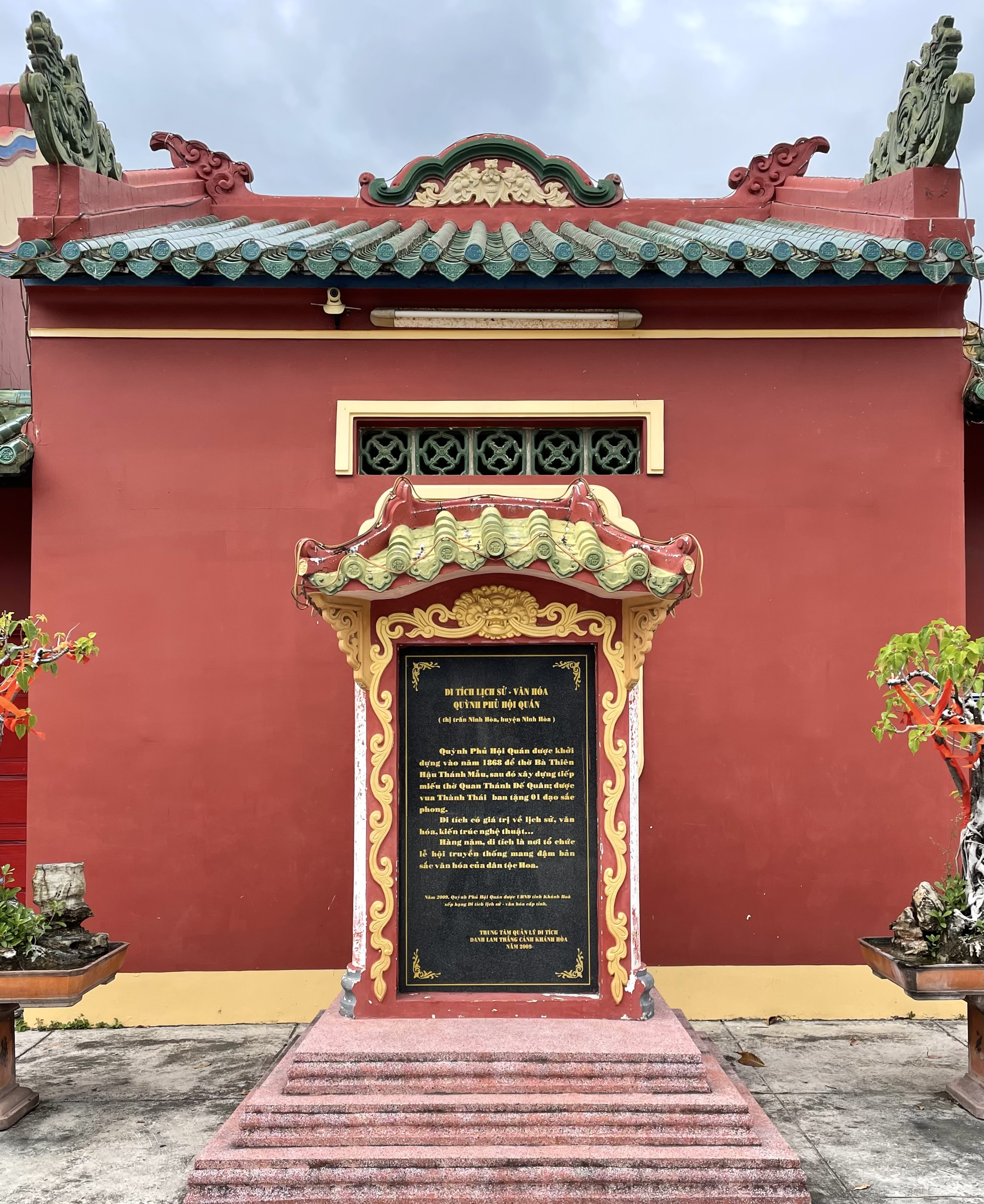
Bia khắc chứng nhận di tích lịch sử Quỳnh Phủ Hội quán
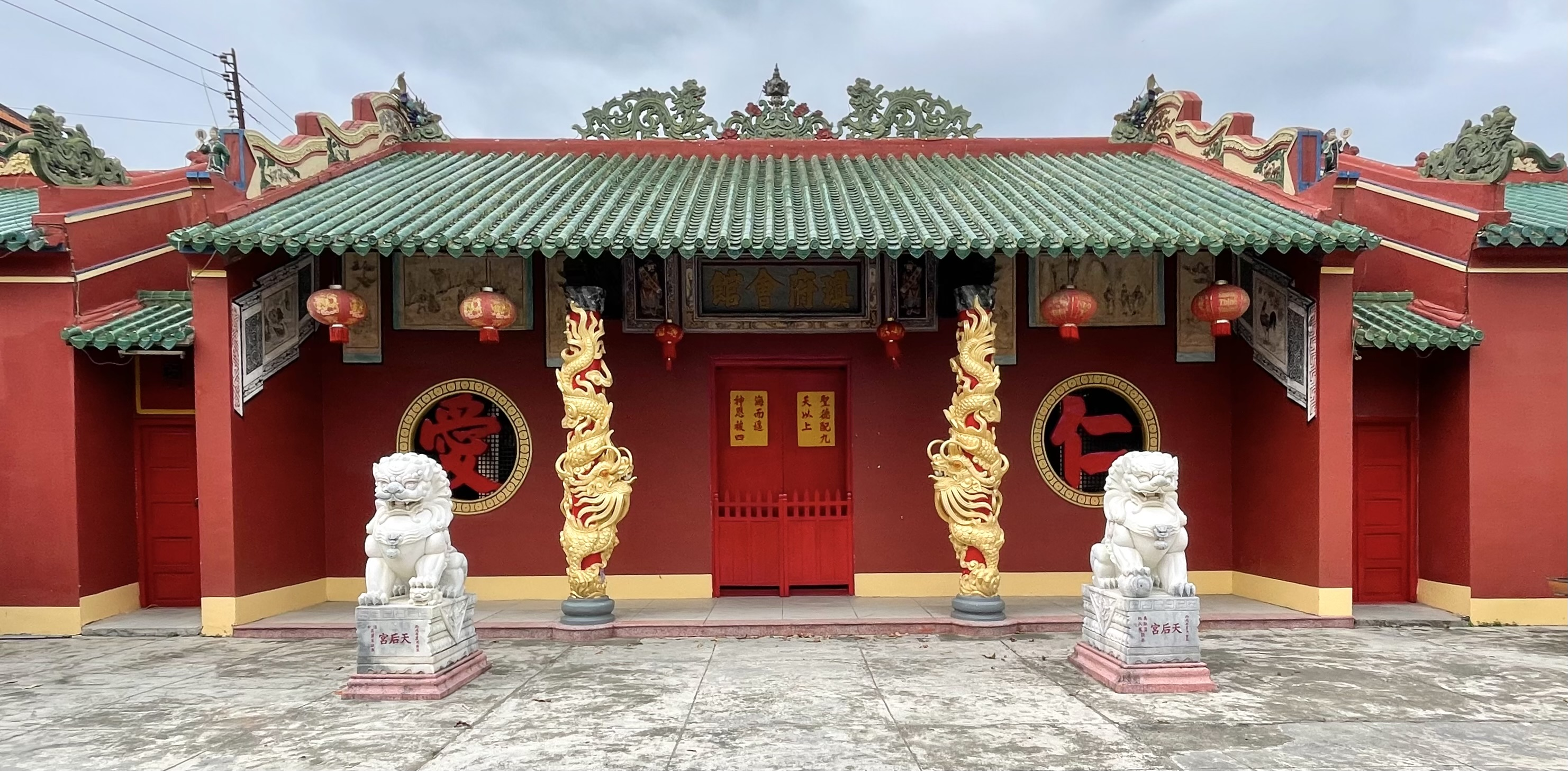
Chính đường Quỳnh Phủ Hội quán

#### Lịch sử hình thành
Người Hoa kiều gốc Hải Nam có truyền thống lâu đời là tục thờ Bà Thiên Hậu, bất kỳ khi đến đâu định cư thì việc đầu tiên là lập miếu để thờ Bà. Theo lời kể được truyền miệng, cách đây 300 năm, ngôi miếu đầu tiên của người Hải Nam lập nên ở làng Hội Thành nay thuộc phường Ninh Giang.
Đến năm 1868, miếu Bà Thiên Hậu được người Hải Nam xây dựng tại Ninh Hòa, sau đó xây dựng tiếp miếu Quan Thánh Đế quân cạnh miếu Bà để phụng thờ và người Hải Nam lấy nơi này làm nơi sinh hoạt Bang hội, nên gọi chung là Quỳnh Phủ Hội quán.
Theo lời người Hải Nam ở Ninh Hòa kể lại và căn cứ vào các văn bia khắc đá còn lưu lại tại trước sân: đất xây dựng Quỳnh Phủ Hội quán được Bang Hải Nam mua vào những năm 50 của thế kỷ XIX (thời vua Tự Đức).
Năm Kỷ Mùi (1859) các ông Phan Hữu Hán, Phương Triều Cơ, Phù Thế Quỳnh, Hàm Vân Mã, Hàm Phương Chuẩn... vận động góp tiền để mua đất xây dựng Quỳnh Phủ Hội quán. Thiên Hậu Cung là công trình được xây dựng đầu tiên, cũng chính là Quỳnh Phủ Hội quán bây giờ.
Theo văn bia “Thiên Hậu Cung bi ký” do Phan Hữu Luân soạn hiện còn lưu tại trước sân Quỳnh Phủ Hội quán: Thiên Hậu Cung được xây dựng vào năm 1686 để thờ Thiên Hậu Thánh mẫu (một vị thần biển được người dân vùng duyên hải phía nam Trung Hoa và Hoa Kiều ở hải ngoại sùng bái thờ cúng). Đến những năm đầu thế kỷ XX, Bang Hải Nam ở Ninh Hòa tiếp tục quyên tiền và xây dựng Miếu Quan Thánh nằm sát cạnh Thiên Hậu Cung, đồng thời xây dựng thêm một số phòng cạnh Miếu Quan Thánh để làm phòng học cho người Hoa ở Ninh Hòa.
Năm 1936, trường Tiểu học Bình Hoà chính thức ra đời. Quần thể Quỳnh Phủ Hội quán trở thành nơi sinh hoạt của người Hoa kiều sinh sống tại Ninh Hòa.
Hàng năm, vào ngày cúng Thánh Hậu Thiên Mẫu, Quan Thánh Đế quân, người Hoa kiều gốc Hải Nam tổ chức lễ cúng tế rất long trọng.

#### Kiến trúc
Quỳnh Phủ Hội Quán gồm các công trình kiến trúc: Tam quan, sân, Thiên Hậu Cung, Nghĩa Từ, Quan Thánh Miếu.
Năm 2005, di tích được trùng tu tôn tạo toàn bộ.

### Tuệ Thành Hội quán (Chùa Bà)
Tuệ Thành Hội quán tọa lạc tại số 338 đường Trần Quý Cáp, tổ dân phố 10 (xưa thuộc xã Mỹ Thạnh, tổng Hiệp Trung, huyện Tân Định).
Tuệ Thành Hội quán đã được Uỷ ban nhân dân tỉnh Khánh Hòa ban hành Quyết định số 2368/QĐ-UBND ngày 31/8/2011 xếp hạng là di tích lịch sử - văn hóa cấp tỉnh.

Tuệ Thành Hội quán
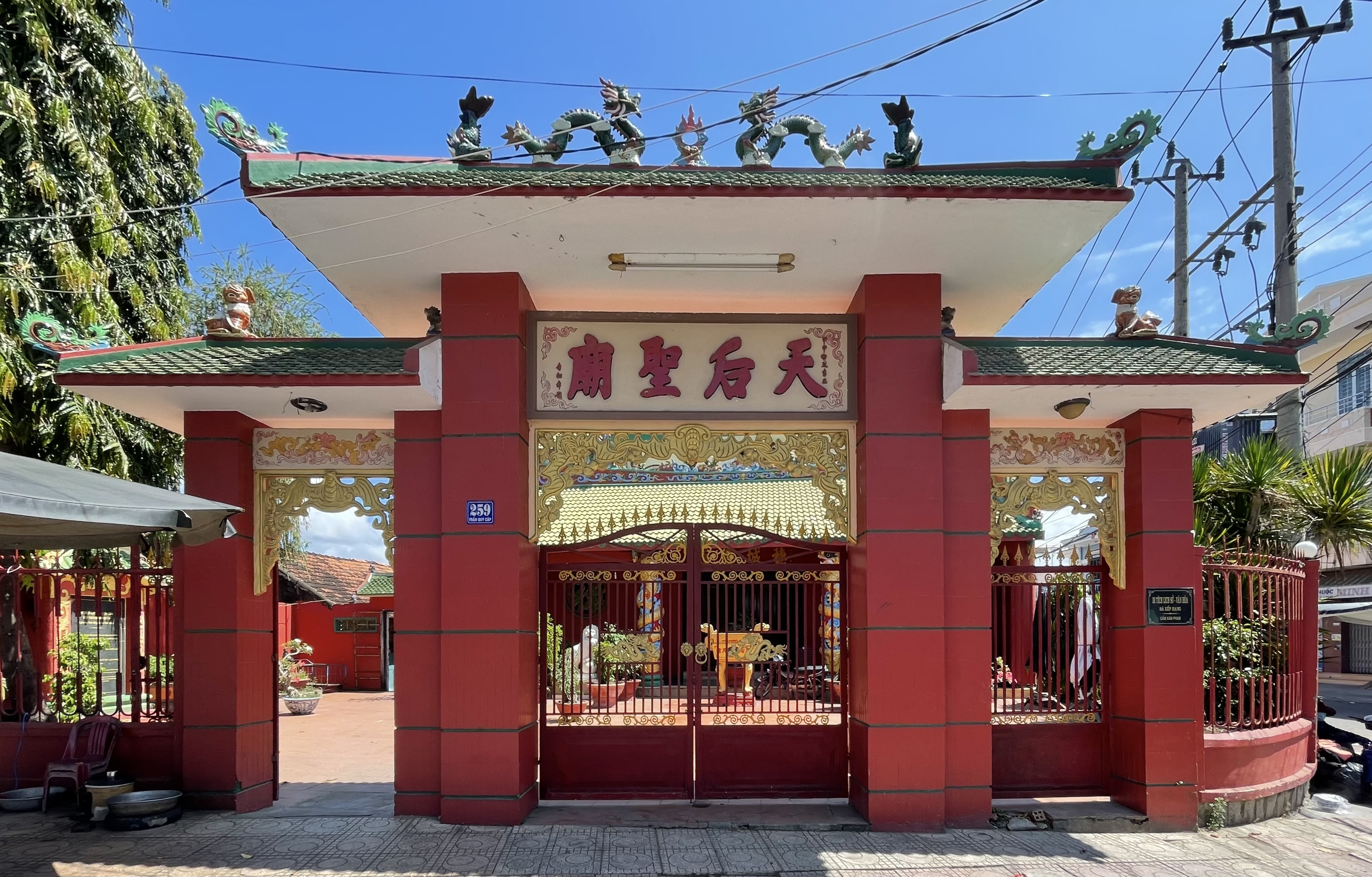
Cổng Tam quan Tuệ Thành Hội quán
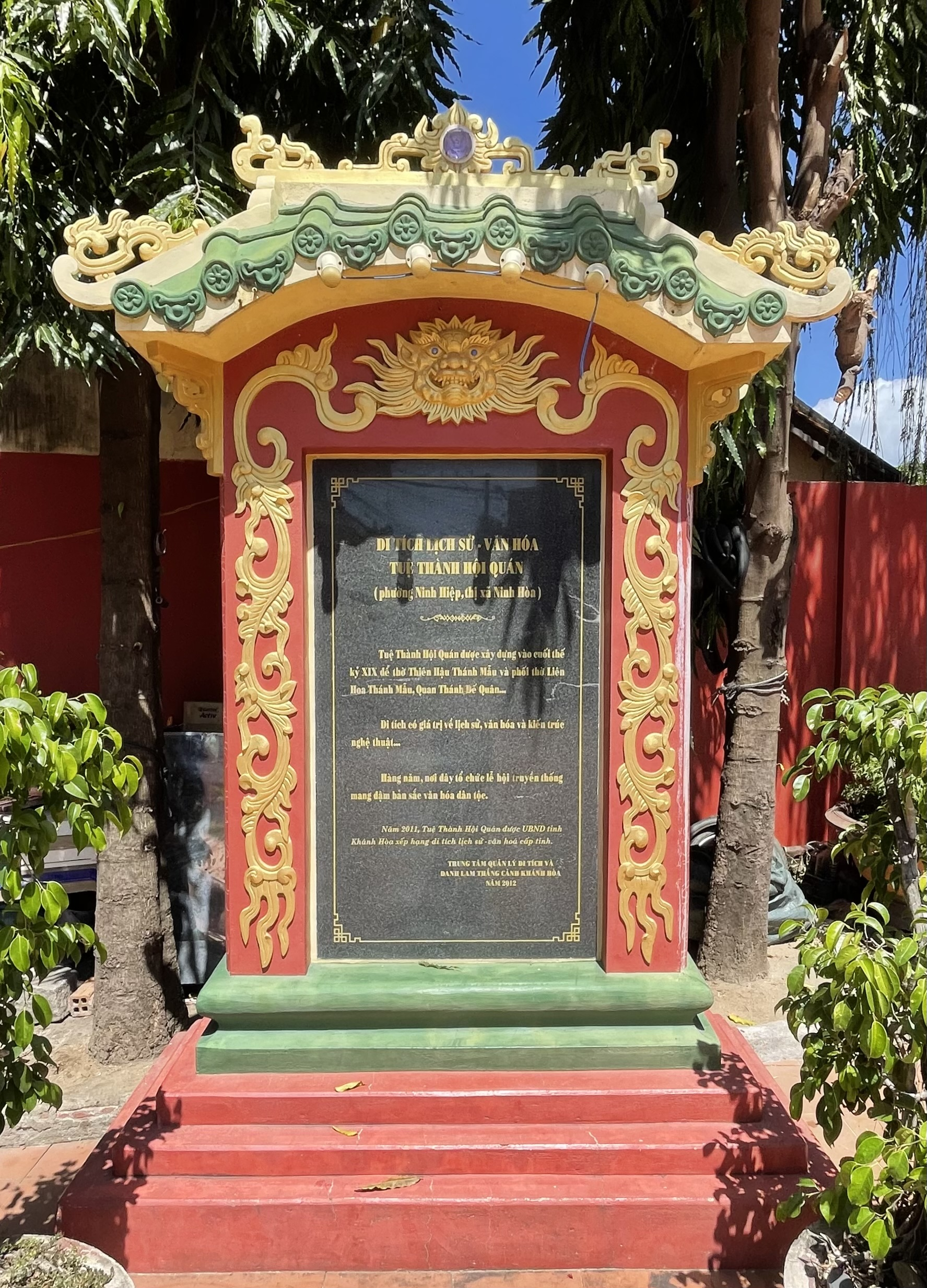
Bia khắc di tích lịch sử
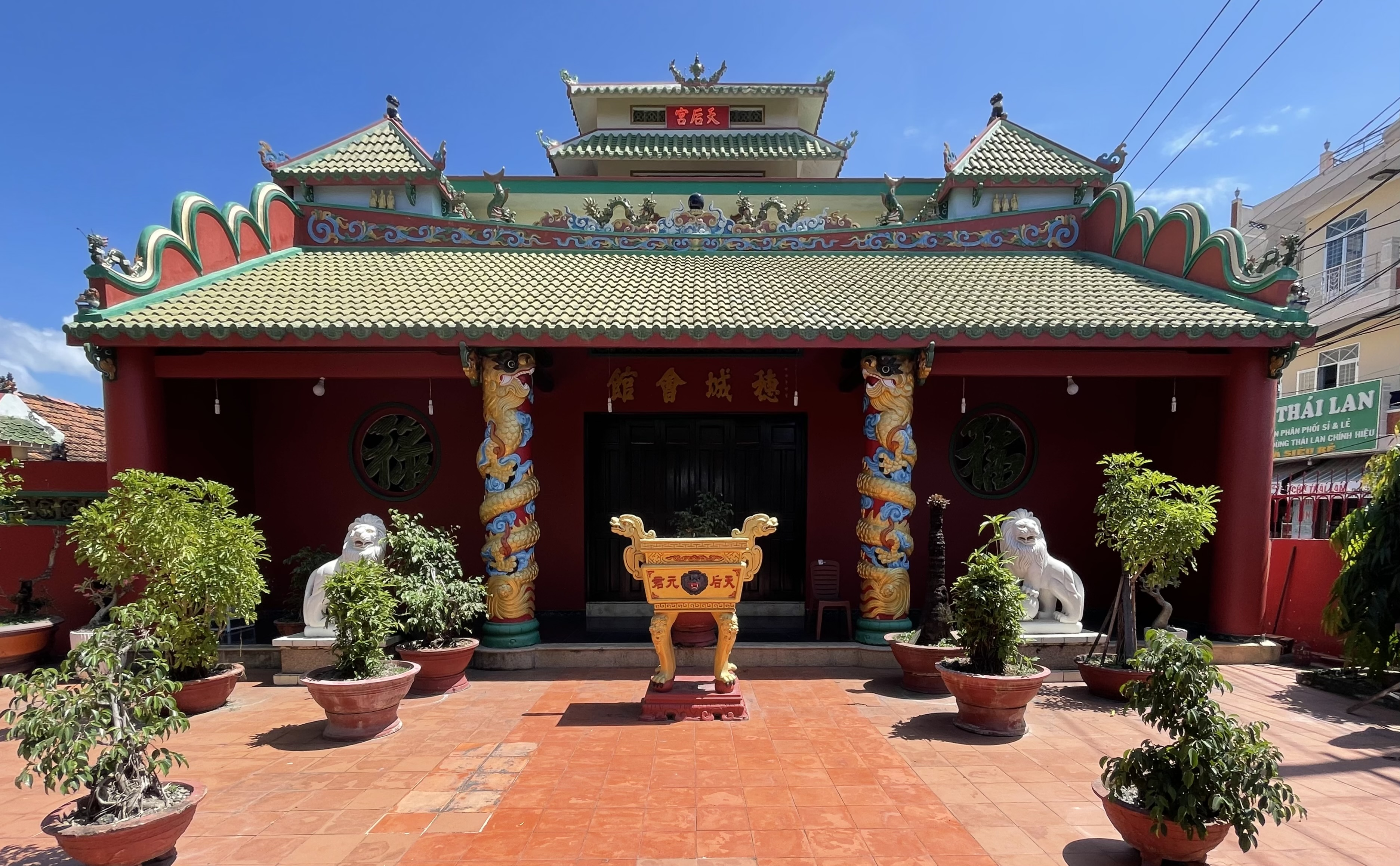
Tuệ Thành Hội quán
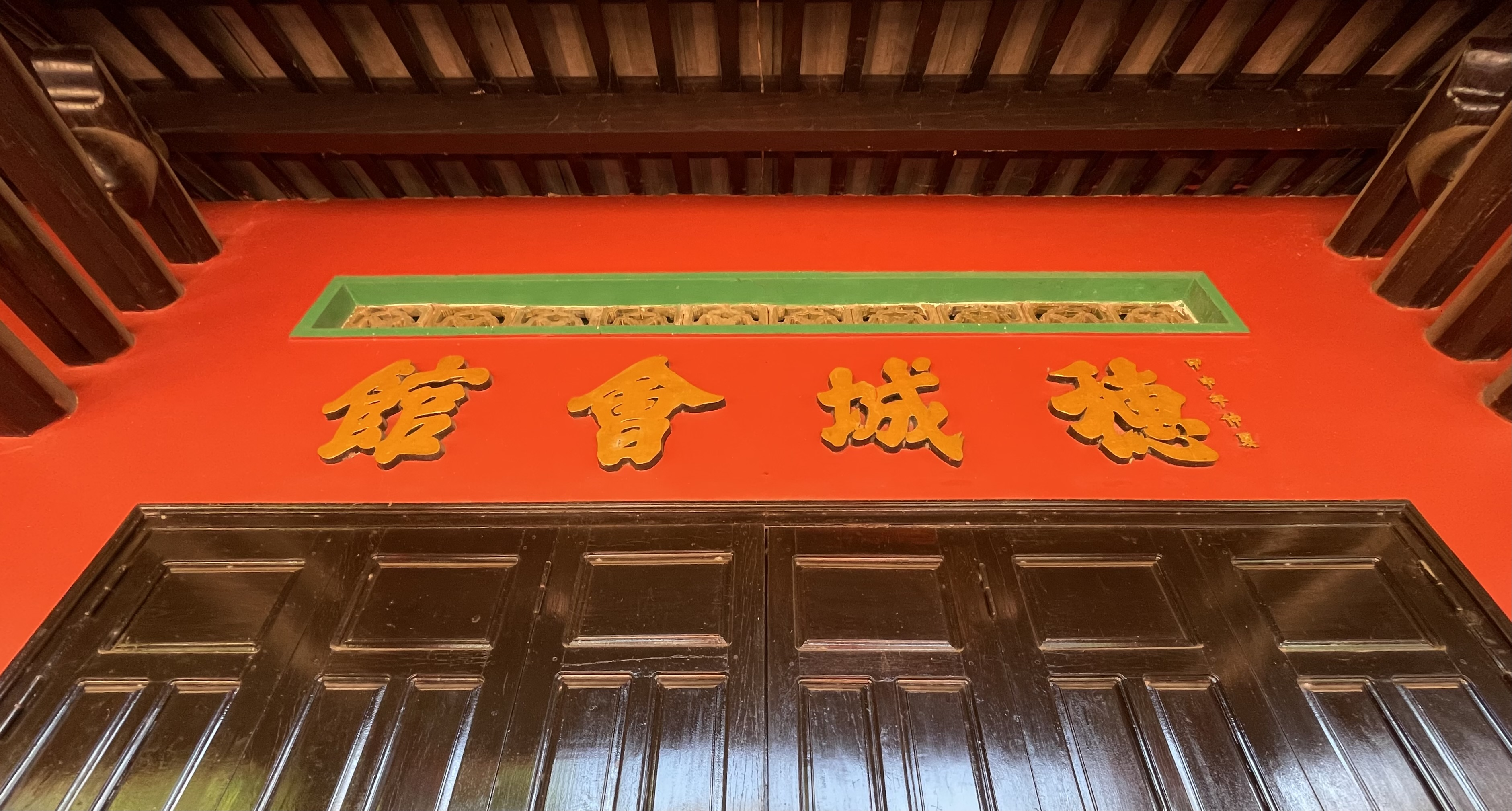
Trước sảnh chính Tuệ Thành Hội quán
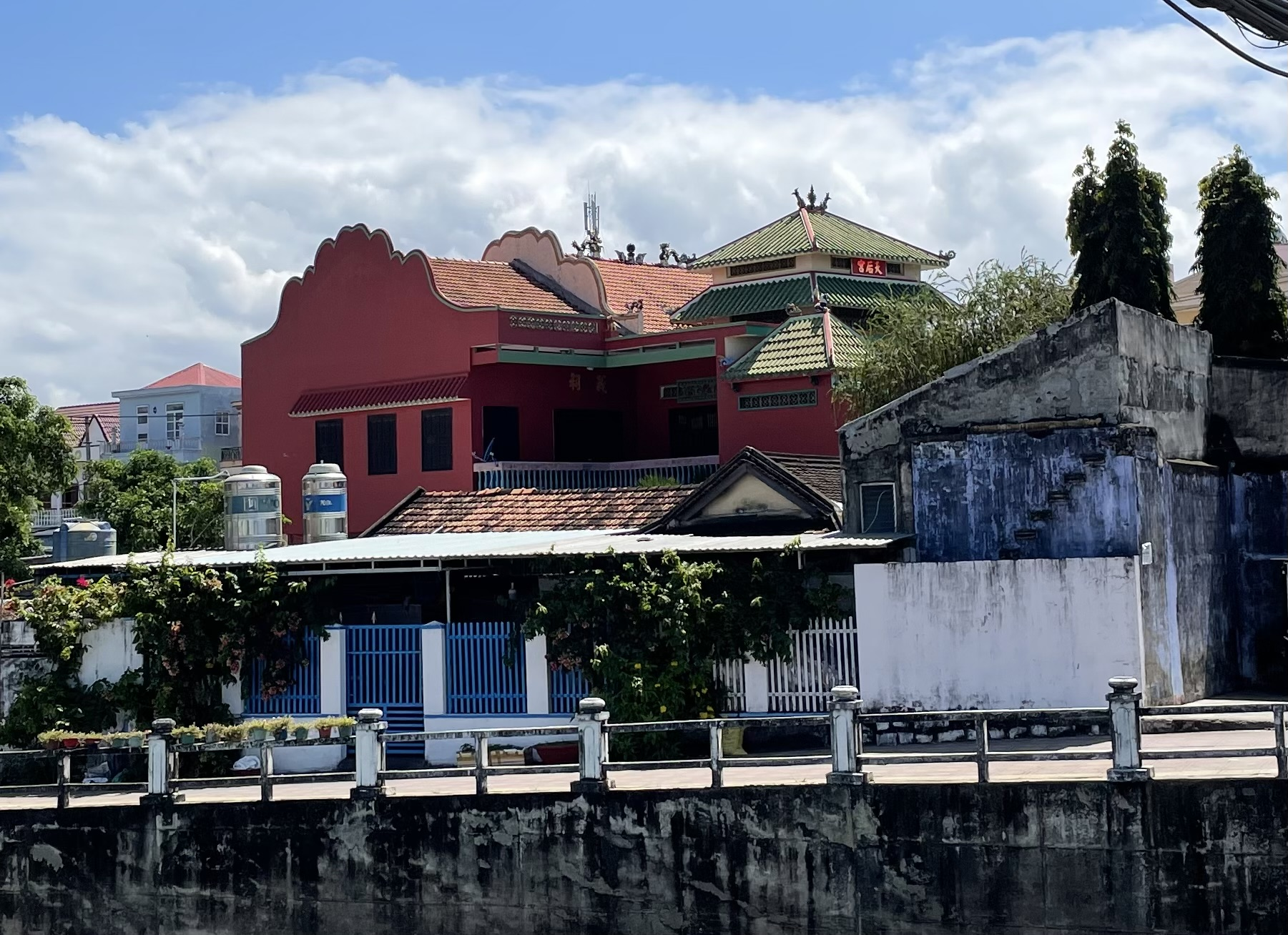
Tuệ Thành Hội quán nhìn từ Cầu Dinh 1

#### Lịch sử hình thành
Vào khoảng những năm đầu thế kỷ XIX, phía đông huyện Ninh Hòa (nay là khu vực thôn Văn Định và các thôn phụ cận xã Ninh Phú) là một thương cảng nhộn nhịp, tàu thuyền của các thương gia Đông Á và Đông Nam Á thường cập cảng rồi vận chuyển hàng hóa lên chợ Ninh Hòa buôn bán, trao đổi. Trong đó, đa phần là người Hoa, họ mua một căn nhà bên Sông Dinh làm địa điểm cho bà con thường cúng bái, tụ họp và trở thành Miếu Bà như ngày nay.
Từ khi xây dựng đến nay, Miếu đã được trùng tu, tôn tạo vào các năm 1874, năm 1890, năm 1935, năm 1956, năm 1967, năm 1989 và đặc biệt đại trùng tu năm 2004.
Bà Thiên Hậu Thánh Mẫu có nguồn gốc từ Trung Hoa, được người Hoa mang theo tín ngưỡng văn hóa thờ Mẹ của cư dân vùng duyên hải Đông nam Trung Quốc khi đến định cư ở Việt Nam. Vào ngày 23 tháng 3 Âm lịch hàng năm là ngày lễ Đản sanh của Thánh Mẫu và đây là lễ chính của Tuệ Thành Hội quán.
Tuệ Thành Hội quán là vừa là nơi sinh hoạt tín ngưỡng thờ tự, vừa là hội quán hội họp của cộng đồng người Việt gốc Hoa ở Ninh Hòa.

#### Kiến trúc
Tuệ Thành Hội Quán tọa lạc trên một khu đất rộng bằng phẳng bên hữu ngạn Sông Dinh, có tổng diện tích 2.681,5m². Bố cục mặt bằng gồm: Nghi môn và Thiên Hậu cung. Trong đó, Thiên Hậu cung được thiết kế theo lối kiến trúc hai tầng: tầng trệt làm Hội quán gồm: Lễ đường, Hội trường và Công sở; tầng hai là Chính điện thờ Bà.
Lễ đường là phần được giữ nguyên cấu hiện kiến trúc gỗ của ngôi chùa cũ. Lễ đường có tổng diện tích 59,8m², thiết kế ba gian. Mái được lợp bằng ngói Lưu ly xanh ngọc, trên bờ nóc chính giữa trang trí đắp nổi Lưỡng long tranh châu, bờ dải trang trí đắp nổi linh vật Rồng, Lân. Nền được lát gạch. Lễ đường có một cửa lớn, cánh được làm bằng gỗ, phía trên cửa có đặt tấm hoành phi: Tuệ Thành Hội Quán. Kết cấu kiến trúc được thiết kế theo lối kiến trúc cổ truyền của người Hoa, hệ thống tường bao quanh với chất liệu cơ bản là gạch, vữa, cùng với hệ thống chịu lực chủ yếu bằng cột, vì kèo, kết hợp với hệ thống hoành, kẻ, mè nâng đỡ mái.
Hội trường dùng làm nơi hội họp của cộng đồng người Hoa mỗi khi có hoạt động trong hội. Hội trường có diện tích 144,4m².
Trên lầu là khu thờ tự chính của Miếu, được chia làm hai phần: trước là sảnh Chính điện, sau là Chính điện. Sảnh Chính điện có 3 gian, diện tích 52,9m², là nơi nhân dân chuẩn bị lễ vật để cúng Mẫu.
Nội thất sảnh Chính điện được sắp xếp: Trên cửa chính vào Chính điện gắn ba bức phù điêu bằng gốm tinh xảo, được chế tác từ Trung Hoa và đưa sang vào dịp trùng tu chùa lần thứ nhất năm 1897.
Nối liền với sảnh là Chính điện, có diện tích 92m², gồm ba cửa bằng gỗ theo kiểu Thượng song hạ bản. Nền được lát gạch. Mái lợp ngói Lưu ly, trên bờ nóc trang trí đắp nổi Lưỡng long chầu nhật, bờ dải trang trí đắp nổi linh vật Dơi. Giữa gian Chính điện là ban thờ Hội đồng, phía sau là ban thờ Thiên Hậu và Văn Thánh (Khổng Tử), Võ Thánh (Quan Vân Trường), Châu Xương, Quan Bình, Thiên Lý Nhãn, Thuận Phong Nhĩ, Liên Hoa Thánh Mẫu (mẹ của Thiên Hậu Thánh Mẫu). Trên giàn vì kèo, trước khám thờ Thiên Hậu là bộ ba bức hoành phi có nội dung ca ngợi công đức của Thánh Nương.

### Lăng Bà Vú (Lăng Nhũ Mẫu)
Đây là một công trình lăng tẩm được xây dựng vào đầu thế kỷ 19 khá quen thuộc ở các tỉnh Nam Trung Bộ gắn liền với vua Gia Long trong ngày đầu khởi nghiệp.
Tương truyền lúc giao tranh với nghĩa quân Tây Sơn, Nguyễn Ánh thất bại nên kéo quân bỏ chạy, khi đến làng Ninh Hiệp thì lương thực cạn kiệt, tình thế vô cùng nguy khốn. Trong lúc ấy nghĩa quân được một bà già có dáng người phúc hậu mà người dân gọi là bà Trương Thị Liên đã giúp đỡ và lo lắng thuốc men. Nhờ sự chăm sóc tử tế của bà lão, Nguyễn Ánh lành bệnh, tướng sĩ hồi phục và được chỉ đường để trốn thoát vào miền Nam. Sau này khi lên làm vua, nhớ ơn người đã cưu mang giúp đỡ mình, vua cho người về làng để tìm thì hay tin bà đã mất. Nhằm tỏ lòng biết ơn người đã cho xây dựng Lăng Bà Vú vào cuối năm 1802 và hoàn tất vào năm 1804.

### Đình Mỹ Hiệp
Đình Mỹ Hiệp tọa lạc tại Số 398 đường Trần Quý Cáp, Tổ dân phố 3. Đình cách Uỷ ban nhân dân thị xã Ninh Hòa khoảng 300m về phía Nam.
Đình Mỹ Hiệp thờ các vị thần: Bản cảnh Thành hoàng, Đại càn quốc gia Nam Hải - Tứ vị thánh nương, Tiền hiền – Hậu hiền, Tiên sư Thổ Công, Tiền bối – Hậu bối, Thiên Y A Na, Chúa Tiên Thần hậu Thánh mẫu nương nương, Nương nương Hồng nữ Tiên phi Châu báu nhị vị Thái tử chúa Thần nữ Man Nương, Phu nhân Cố Hỷ, Hoàng Thiên Hậu Thổ, Âm hồn, Ngũ hành, Sơn Lâm chúa tướng, Liệt sĩ.
Từ khi khởi dựng đến nay, Đình Mỹ Hiệp đã trải qua những năm tu bổ: 1873, 1931, 1953, 1966, 1991, 2009.
Đình Mỹ Hiệp tọa lạc trong khuôn viên khép kín có tổng diện tích 1.162m², mặt tiền của di tích quay về hướng Đông Bắc. Từ ngoài vào trong, đình Mỹ Hiệp có bố cục mặt bằng tổng thể như sau: Nghi môn, Án phong, cột cờ, 05 gian thờ (chính giữa là Tiền tế - Chính điện; bên trái là miếu Hội Đồng và liền kề với miếu Hội đồng là miếu Chúa Tướng; bên phải là nhà Tiền hiền và liền kề với nhà thờ Tiền hiền là miếu Âm hồn); nhà bếp và khuôn viên đình Mỹ Hiệp cũ.
Điểm nhấn trong trang trí, điêu khắc trên kiến trúc Đình Mỹ Hiệp là hệ thống cột gỗ và bộ vì nóc được kết cấu theo kiểu “giá chiêng” hay hệ thống linh vật: Long, Lân, Quy, Phụng, Hổ, Dơi...được các nghệ nhân khai thác triệt để. Hình ảnh tứ linh thể hiện dưới dạng “Lưỡng long tranh châu”, hay hình ảnh “Bát tiên”, “Tứ quý (Tùng, trúc, cúc, mai)". Ngoài ra, theo lời truyền khẩu thì chữ THẦN tại Chính điện là do cụ Nguyễn Khanh viết tặng cho đình vào năm 1873.

Di tích lịch sử Đình Mỹ Hiệp
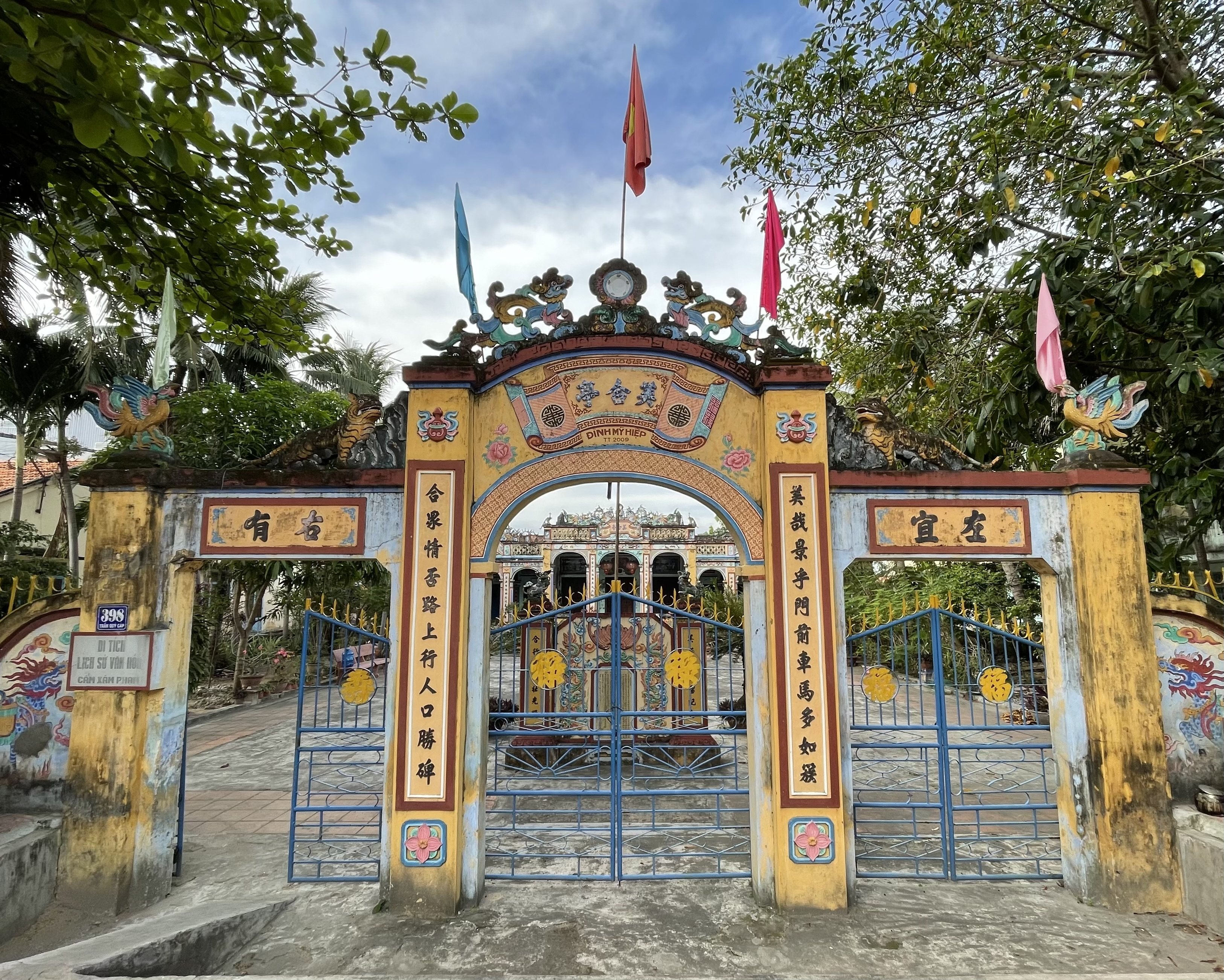
Cổng Tam quan đình Mỹ Hiệp
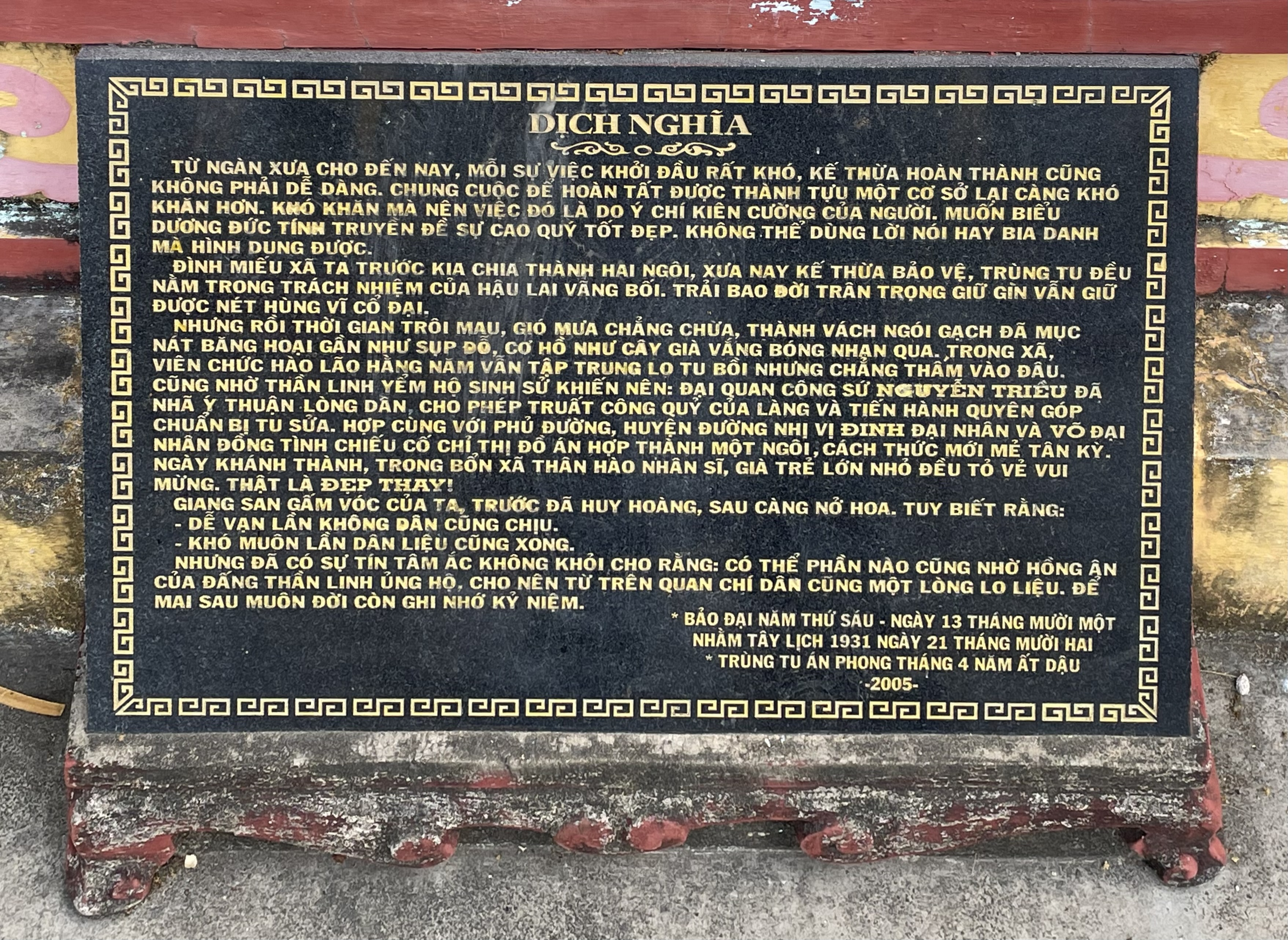
Bia dịch nghĩa nguồn gốc đình Mỹ Hiệp
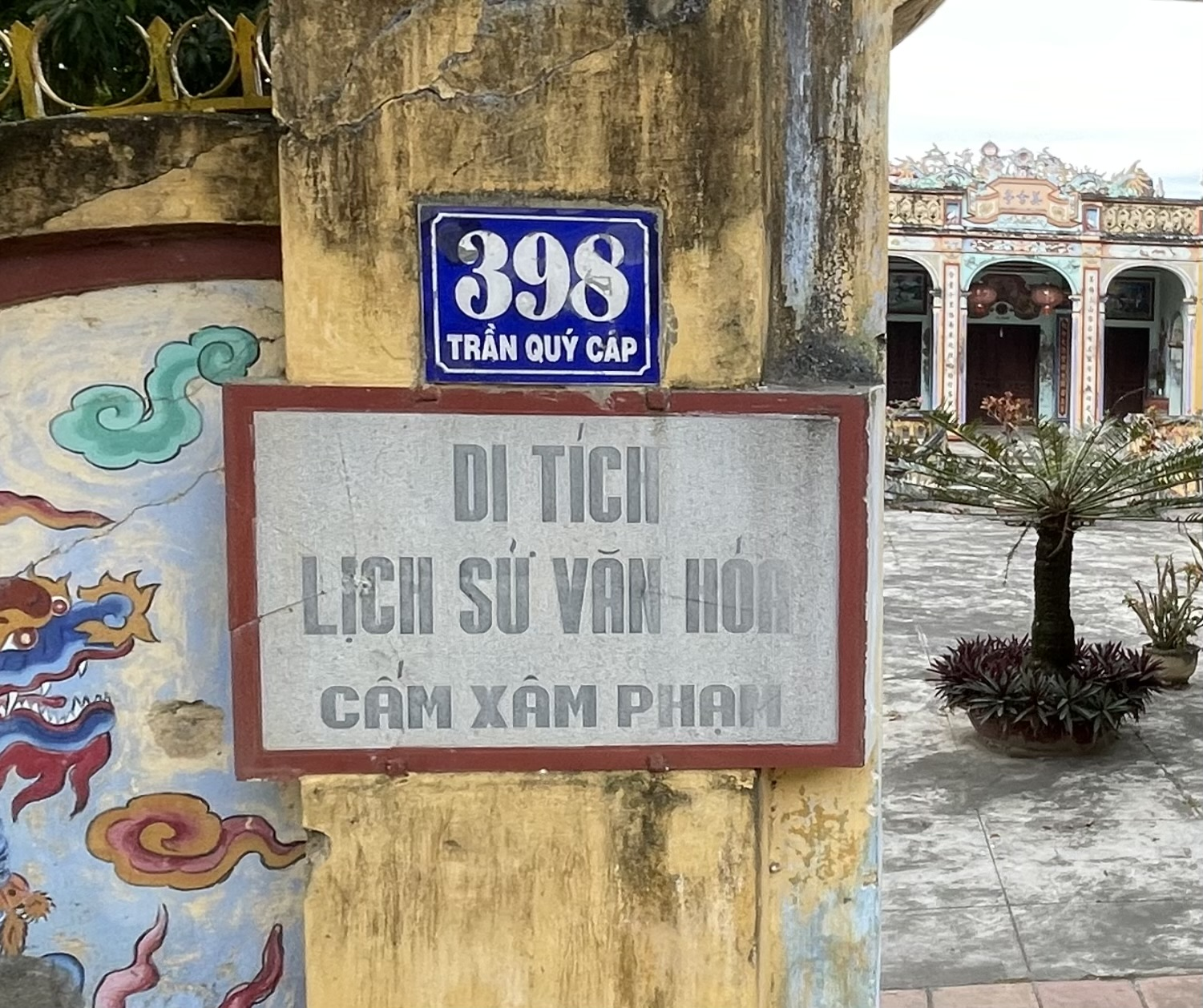
Chứng nhận di tích lịch sử đỉnh Mỹ Hiệp
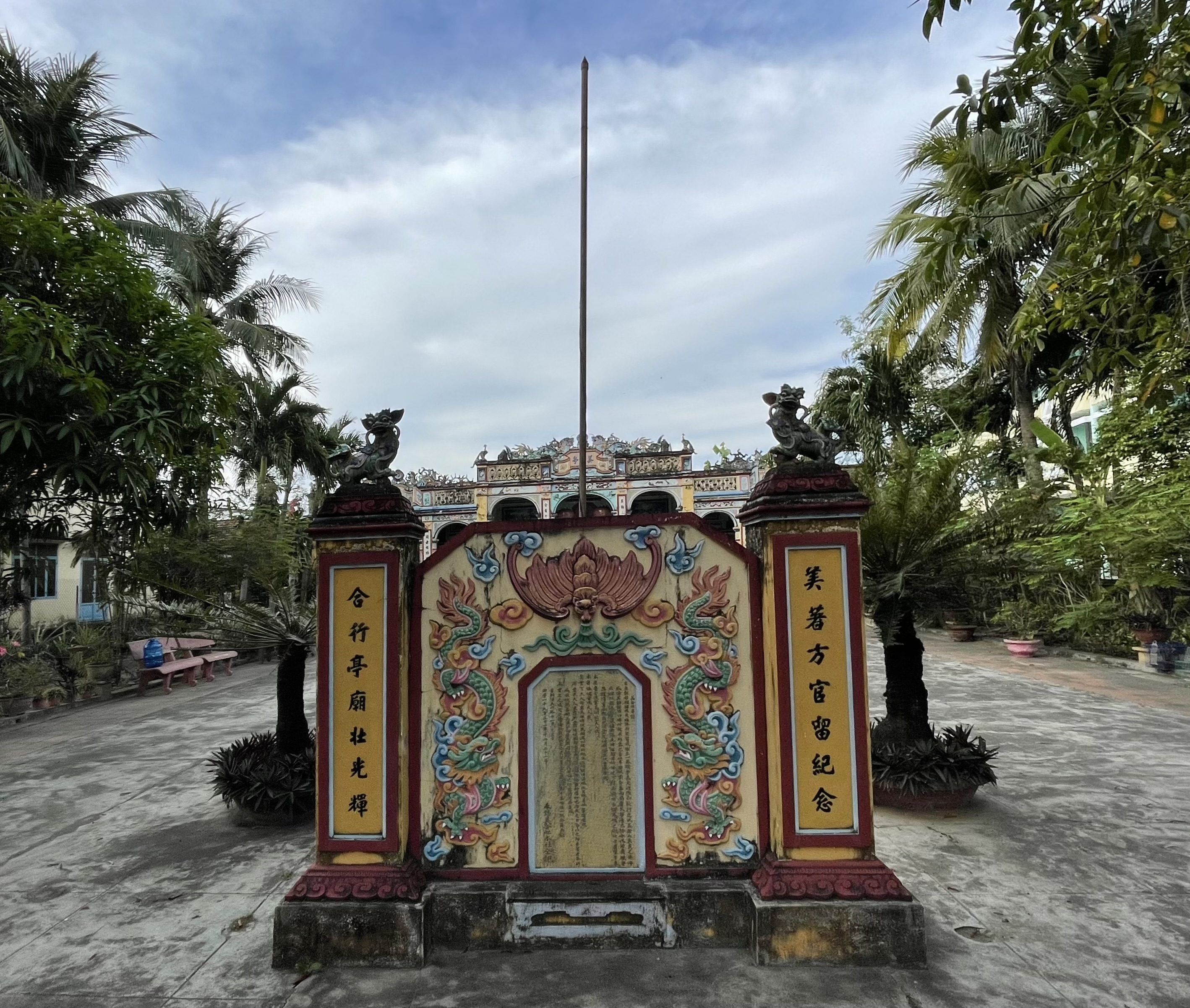
Phía trước đình Mỹ Hiệp
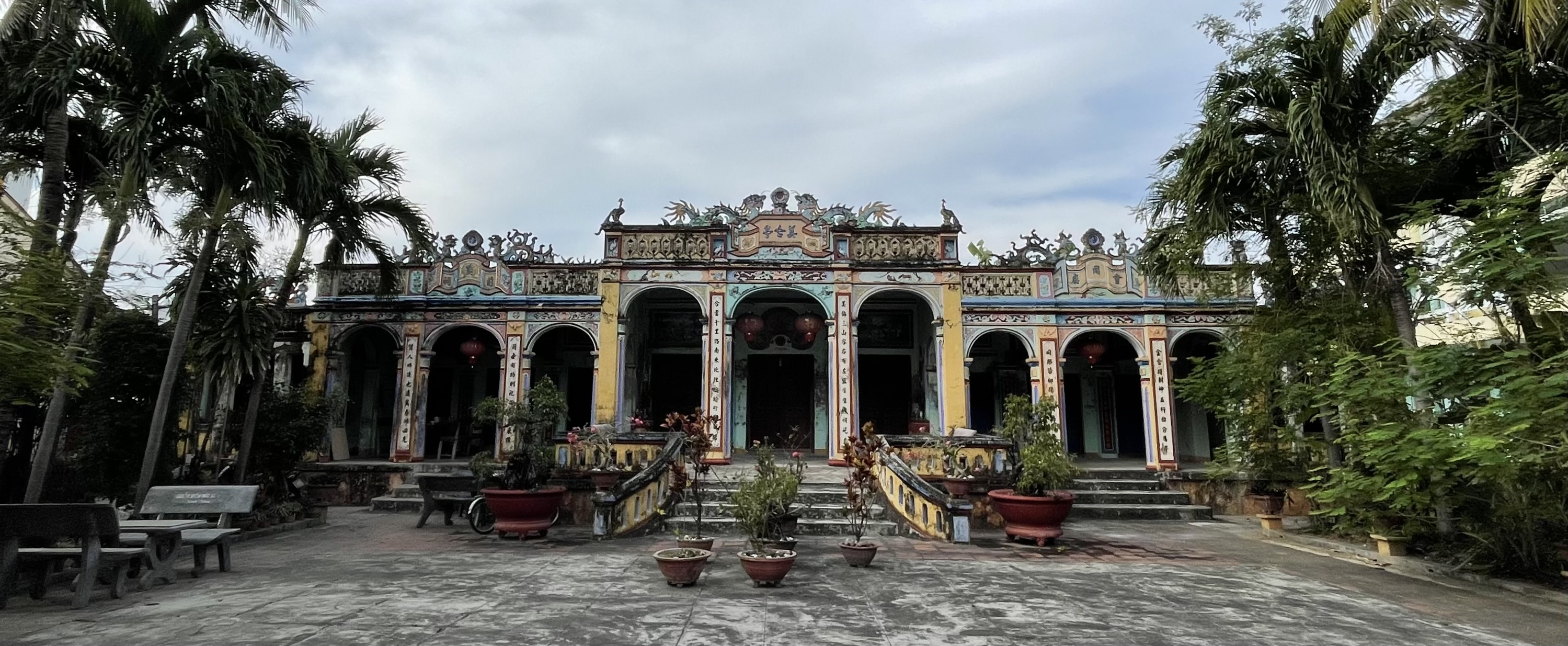
Chính diện đình Mỹ Hiệp

Đình Mỹ Hiệp là địa điểm diễn ra nhiều sự kiện lịch sử của địa phương:
- Ngày 15 tháng 7 năm 1930, Đình Mỹ Hiệp là nơi tập họp phân phát truyền đơn, tài liệu cho cuộc biểu tình ngày 16 tháng 7 năm 1930 và ủng hộ phong trào Xô Viết Nghệ Tĩnh.
- Trong thời kỳ 1930 đến 1945, Đình Mỹ Hiệp là nơi liên lạc, hoạt động cách mạng của huyện Ninh Hòa và một số nơi khác của Việt Minh tại tỉnh Khánh Hòa.
- Ngày 16 và ngày 17 tháng 8 năm 1945, Đình Mỹ Hiệp là nơi tập luyện quân sự và tập trung lực lượng để khởi nghĩa lật đổ chính quyền thực dân Pháp. Sau khi giành chính quyền thắng lợi, Ủy ban Nhân dân Cách mạng Lâm thời phủ Ninh Hòa được thành lập và đóng tại Đình Mỹ Hiệp một thời gian, sau đó chuyển về Phủ đường Ninh Hòa thì Đình Mỹ Hiệp là trụ sở của Ủy ban Nhân dân Cách mạng Lâm thời thị trấn Ninh Hòa.
- Đầu tháng 9 năm 1945, Đình Mỹ Hiệp là nơi tổ chức quyên góp Tuần lễ vàng, mở các lớp bình dân học vụ để xóa nạn mù chữ cho người dân trong địa phương và một số làng lân cận.
- Sau khi thực dân Pháp quay trở lại vào cuối năm 1945, Đình Mỹ Hiệp trở thành nơi đóng quân của Bộ tư lệnh Tiền phương Mặt trận Nha Trang – Khánh Hòa, sau đó là Trụ sở của Ban chi viện, tiếp tế cho Mặt trận Nha Trang – Khánh Hòa. Ngoài ra, Đình Mỹ Hiệp còn là nơi tổ chức cứu chữa thương bệnh binh.
- Trong khoảng năm 1954 đến năm 1975, Đình Mỹ Hiệp là nơi nuôi giấu cách mạng ở Ninh Hòa.

Hàng năm, người dân phường Ninh Hiệp tổ chức lễ hội Đình Mỹ Hiệp vào tháng 2 Âm lịch.
Ngày 23 tháng 3 năm 2009, Uỷ ban nhân dân tỉnh Khánh Hoà ban hành Quyết định số 644/QĐ-UBND xếp hạng đình Mỹ Hiệp là di tích lịch sử – văn hóa cấp tỉnh.

### Phủ đường Ninh Hòa

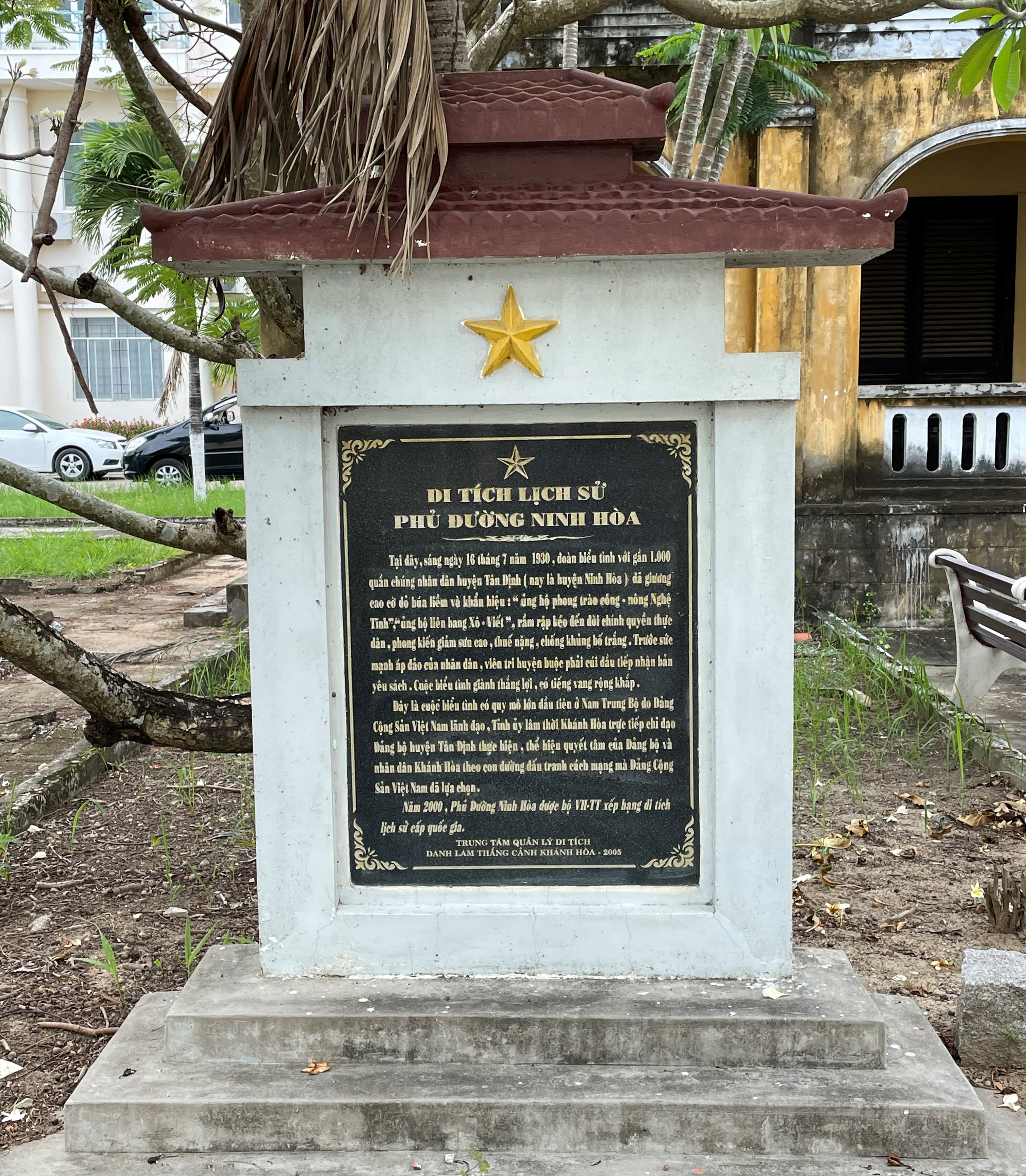
Bia khắc tại di tích Phủ đường Ninh Hòa

Theo Đại Nam Nhất Thống Chí, từ thời vua Gia Long đến vua Minh Mạng năm thứ 1 (năm 1820), Phủ đường Ninh Hòa là trụ sở hành chính cấp huyện; đến thời vua Minh Mạng năm thứ 12 (năm 1831) lỵ sở này được xây dựng lại với quy mô khang trang, tương xứng là trụ sở hành chính cấp huyện (sau đó là Phủ). Hiên nay, Phủ đường Ninh Hòa toạ lạc trong khuôn viên Uỷ ban nhân dân thị xã Ninh Hòa, số 999 đường Trần Quý Cáp, phường Ninh Hiệp.
Phủ đường Ninh Hòa là công trình kiến trúc có dạng hình chữ nhật với bốn cạnh là tường hồi bít đốc, mặt tiền quay về hướng Đông Nam. Về tổng thể, di tích được kết cấu theo mô-típ nhà truyền thống của vùng đồng bằng Khánh Hòa theo kiểu 3 gian 2 chái. Riêng phần tường phía trước hiên và phần mái trang trí theo mô típ cấu trúc thành cổ ở cố đô Huế – kiến trúc truyền thống của thời Nguyễn. Chính điều này tạo cho di tích vừa có nét cổ kính, vừa có sự trang nghiêm mang tính chất một công đường; kết cấu kiến trúc hài hòa, giá trị nghệ thuật cao.
Tòa nhà chính là công đường, bậc cấp và thềm được xây bằng gạch láng xi măng (kích thước 3,3m x 4,6m). Đây là nơi được dùng để thông báo các lệnh chỉ, chỉ dụ của vua quan triều đình cho đội ngũ nha lại ở Phủ.
Qua khỏi thềm là hành lang chạy dài suốt chiều ngang mặt trước ngôi nhà (kích thước 2,3m x 16,8m). Công đường có diện tích 148,2m². Kết cấu chịu lực chính của ngôi nhà và đỡ hệ mái bên trên là 26 cột gỗ tròn. Gian giữa là nơi làm việc của Tri phủ, có kích thước 4,6m x 9,5m và hai gian hai bên là nơi làm việc của Nha lại, có kích thước 5,5m x 9,5m; mỗi phòng bên liên kết gồm 01 gian và 01 chái nhỏ. Hai đầu hồi của 2 phòng làm việc có 2 đường bậc cấp lên xuống ở hai đầu, trên có ngưỡng cửa hình vòm. 
- Hệ mái: Phủ đường có kết cấu 4 mái gồm 2 mái trước sau và 2 mái hồi, lợp ngói âm dương. Phần trên của diềm mái trang trí những ô trống hình lục lăng, hình tròn, hình quả trám. Đây chính là điểm nhấn trong kiến trúc dân gian cổ của vùng đồng bằng Khánh Hòa hồi cuối thế kỷ XIX đầu thế kỷ XX.
- Hệ thống tường bao có 5 cửa vòm xây gạch thẻ, uốn cong phần ngưỡng cửa phía trên theo kiến trúc phương Tây, song song đối xứng nhau.

Trước kia, phía sau gian bên tả (bên trái) còn có nhà Đội lệ (quân lính) và phòng giam, nhưng trải qua các biến cố của lịch sử, nay đã không còn.
Về cơ bản, ngôi nhà vẫn được giữ gìn kết cấu như cũ và với lần tu bổ gần đây nhất (năm 2005) đã đưa di tích trở về đúng chức năng vốn có của một công đường. Nhằm mục đích tuyên truyền, giáo dục truyền thống lịch sử cho thế hệ trẻ.
Năm 2010, tỉnh Khánh Hòa đã tiến hành sưu tầm, phục chế và phục dựng lại các hiện vật, hình ảnh trưng bày tại Phủ đường Ninh Hòa như sau:
- Gian giữa: trưng bày một bộ bàn ghế và tượng mô phỏng cảnh quan Tri phủ đang ngồi làm việc, một hòm sách ở bên phải và một ống gỗ đựng roi da bò, roi cá đuối ở bên trái. Trên bàn là ống đựng bút, nghiên mực, ấn triện, hộp đựng thẻ lệnh. Tại vị trí ngồi làm việc của viên tri huyện còn có cặp tàn, lọng che trông rất uy nghiêm. Phía sau tri huyện đặt bộ chấp kích (gồm 10 loại binh khí cổ) và một lính hầu ngồi kéo quạt. Ngoài ra, hai bên vách tường có treo 02 bức tranh sơn dầu mô tả quang cảnh sự kiện 16 tháng 7 năm 1930 ở núi Ổ Gà và Phủ đường Ninh Hòa.
- Gian bên tả (bên trái): là nơi ở của gia đình Tri phủ và các lính hầu; tại đây trưng bày 01 bộ Tràng kỷ, 02 tủ kính đựng các hiện vật: trang phục lính xưa, trang phục của tri huyện (khăn đóng, áo the, bộ veston, mũ phớt, cà vạt đen, giày hạ, guốc mộc), bộ gươm giáo (2 gươm, 2 đao), bộ điếu bát gốm sứ, khay khảm xà cừ và bộ ấm chén, một bình vôi. Cũng tại gian này, còn trưng bày 2 tượng lính khiêng võng, 01 tượng người mang lọng, 1 tượng người đang kéo xe.
- Gian bên hữu (bên phải): là phòng làm việc của viên thư lại Tri phủ, dùng để tiếp đón người dân trước khi dân gặp Tri phủ hoặc truyền đạt thông tin, chỉ lệnh của Tri phủ.... Nơi đây trưng bày 02 bộ bàn ghế thư lại ngồi làm việc và tiếp khách.

Cả 3 gian phòng còn trưng bày 20 bức ảnh (khổ từ 70 cm x 90 cm đến 1,6 m) về các di tích, danh lam thắng  cảnh, làng nghề truyền thống tiêu biểu ở Ninh Hòa.

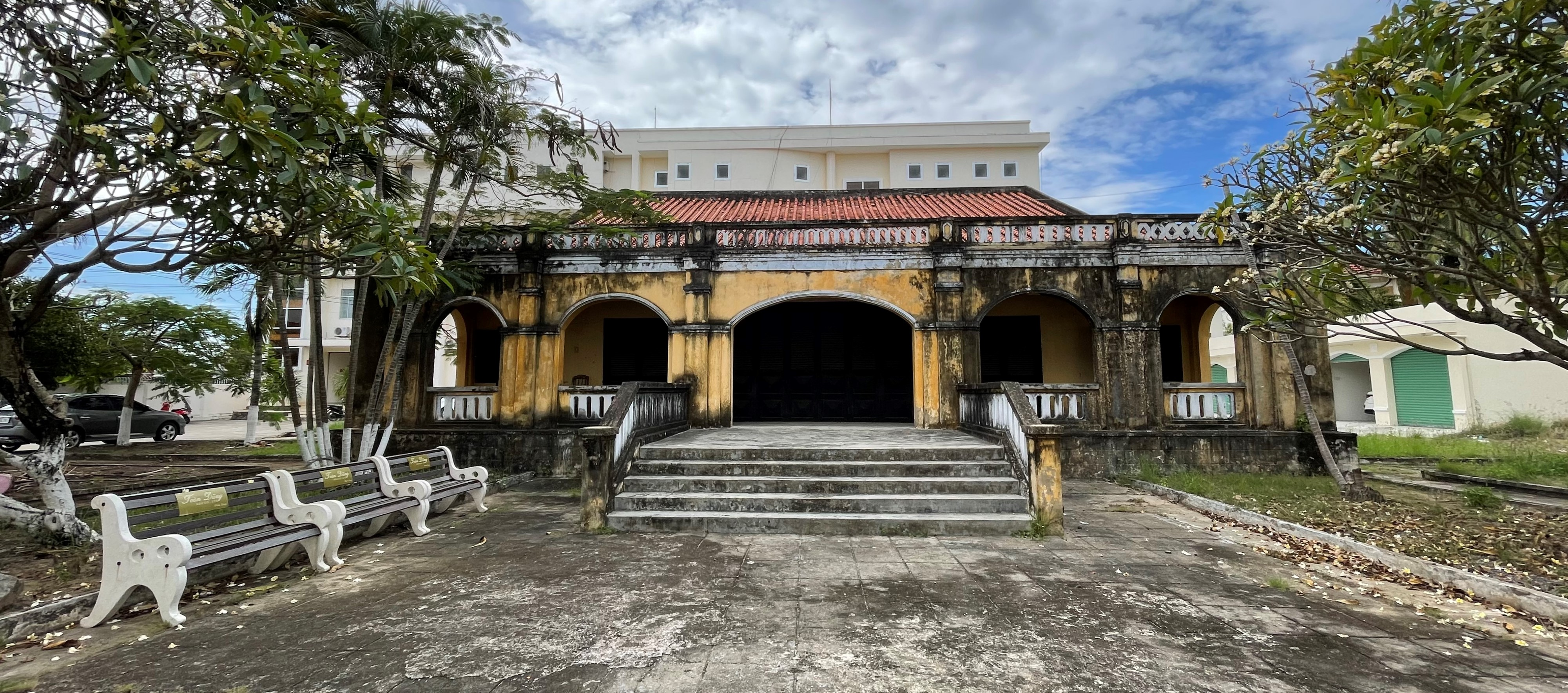
Di tích Phủ đường Ninh Hòa tọa lạc trong khuôn viên Ủy ban nhân dân thị xã Ninh Hòa.

Phủ đường Ninh Hòa là một di tích của lịch sử giá trị của địa phương được xếp vào danh mục được tu bổ trong năm 2022.

### Tượng đài 16 tháng 7
Ngày 24 tháng 2 năm 1930, Đảng bộ huyện Tân Định ra đời. Thực hiện chủ trương của Trung ương Đảng và Xứ ủy Nam Kỳ, dưới sự chỉ đạo trực tiếp của Tỉnh ủy lâm thời tỉnh Khánh Hòa, ngày 16 tháng 7 năm 1930, Đảng bộ huyện Tân Định đã vận động nhân dân tiến hành biểu tình phản đối thống trị của thực dân Pháp và chính quyền phong kiến. Rạng sáng 16 tháng 7 năm 1930, các đảng viên của Đảng bộ huyện Tân Định cùng hơn 500 quần chúng ở các khu vực: Hòn Khói, Suối Ré, Xuân Hòa, Mỹ Hiệp, Phước Đa, Phước Thuận... bí mật tập trung ở núi Ổ Gà (Khu Công viên tượng đài 16 tháng 7 hiện nay) xếp thành hàng vừa đi vừa thổi còi, đánh trống và hô vang các khẩu hiệu, tiến thẳng vào huyện đường Tân Định. Với đội ngũ đông đảo đấu tranh đòi giảm sưu thuế của đoàn biểu tình, nhiều tiểu thương và quần chúng lao động cũng kéo theo tham gia. Trước tình hình đó, viên tri huyện thời bấy giờ hoảng sợ và đồng ý ký vào bản yêu sách của nhân dân. Trước tình hình đó, đoàn biểu tình phá cửa nhà giam thả tù chính trị, rồi tỏa ra các ngả đường biểu dương lực lượng, tổ chức mít-tinh tại chợ... Đồng chí Dương Chước - người chỉ huy cuộc biểu tình đã đứng lên nói chuyện với người dân, giải thích vắn tắt đường lối cách mạng của Đảng Cộng sản Việt Nam, đồng thời nêu các tội lỗi của thực dân Pháp và chính quyền phong kiến. Người dân đồng tình ủng hộ, cuộc biểu tình ngày 16 tháng 7 năm 1930 tại thị xã Ninh Hòa từ đó mang tính biểu trưng cách mạng của địa phương.
Nhằm kỷ niệm sự kiện 16 tháng 7 năm 1930, thị xã Ninh Hòa khởi công xây dựng Tượng đài 16 tháng 7 tại thôn 8 (nay là tổ dân phố 17), phường Ninh Hiệp.

Tượng đài 16 tháng 7 ở phường Ninh Hiệp.

Tượng đài 16 tháng 7 được xây dựng trên diện tích 1 héc-ta với 2 phần:
- Nhóm tượng đài do tác giả Tạ Quang Bạo thiết kế, khối tượng đài cao 16 m với các phần: Nhóm tượng 3 người, bệ tượng, lá cờ, phù điêu 2 mặt tượng. Tượng được xây dựng bằng bê tông cốt thép có phủ kẽm, bệ tượng đài bằng bê tông có ốp đá. Công ty Điện ảnh Khánh Hòa nhận thi công phần mỹ thuật tượng đài, xây lắp đế tượng và mảng phù điêu.
- Công viên quanh tượng đài được thực hiện theo dự án bổ sung của Công ty Tư vấn kiến trúc và Xây dựng Khánh Hòa.

Công trình được xây dựng với tổng kinh phí hơn 6,3 tỷ đồng, trong đó nguồn ngân sách tỉnh Khánh Hoà chiếm 3 tỷ và nguồn ngân sách huyện Ninh Hòa chiếm 3,3 tỷ. Tượng đài 16-7 sẽ hoàn thành vào cuối năm 2003.
Hàng năm, tượng đài 16 tháng 7 cũng là địa điểm được các trường học tổ chức những hoạt động trải nghiệm và tham quan.